# VESA Local Bus

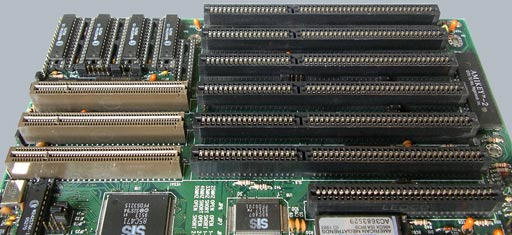
Carte mère avec 3 connecteurs VESA Local Bus.

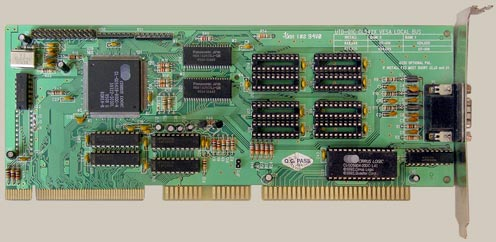
Carte graphique SVGA au standard VESA Local Bus.

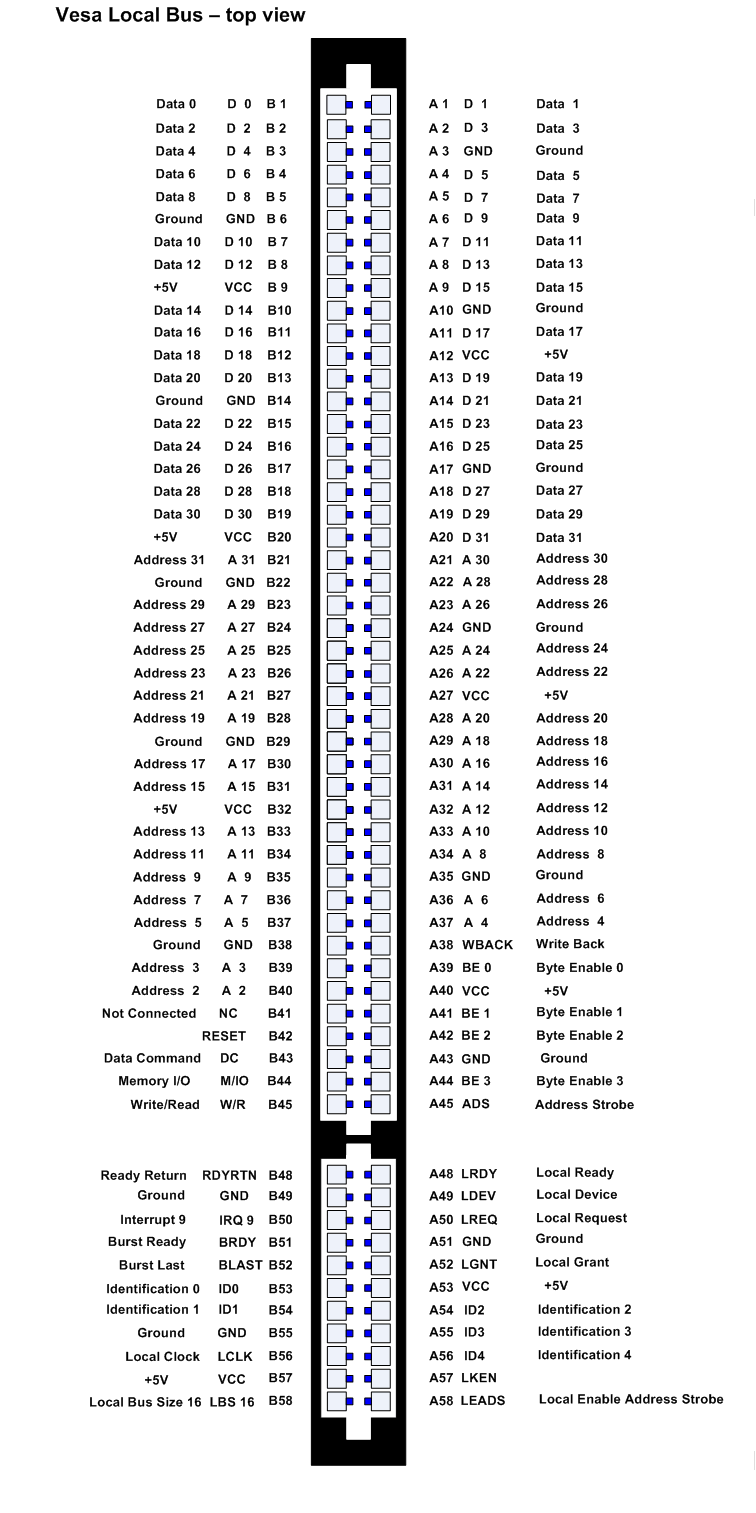
Brochage des connecteurs VESA Local Bus.

Le VESA Local Bus, ou VLB ou VL-Bus, est un bus interne pour compatibles PC lancé en 1992 par la Video Electronics Standards Association (VESA). Son objectif était de permettre la connexion de cartes d'extension, notamment de cartes graphiques, en offrant des performances en bande passante supérieures à celles du bus ISA alors prédominant.

## Description technique
Le bus VLB était conçu pour fonctionner en complément du bus ISA. Physiquement, un connecteur (slot) VLB était situé dans le prolongement d'un connecteur ISA ; les cartes d'extension étaient donc assez allongées. Elles utilisaient le bus ISA pour les opérations de faible bande passante (entrées-sorties par ports, interruption) et le bus VLB complémentaire pour les échanges de forte bande passante (transferts DMA et entrées-sorties mappées en mémoire).
Le VESA Local Bus était un bus 32 bits, cadencé à une vitesse d’horloge de 25 à 40 MHz. Un emplacement VLB sur la carte mère pouvait accueillir soit une carte VLB, soit une carte ISA (8 ou 16 bits).

## Limitations et défauts
Le VESA Local Bus a été développé comme une solution à assez court terme au problème de bande passante limitée disponible sur le bus ISA. De fait, les problèmes étaient nombreux :
Dépendance très forte à l'architecture du processeur Intel 80486.
Pour des raisons de simplicité, le VLB était directement embranché sur le bus mémoire d'un processeur particulier, l'Intel 80486. En conséquence, le VESA Local Bus dépendait fortement de l'architecture du bus mémoire des processeurs 80486 ; son adaptation à une autre architecture était donc pratiquement impossible. L'apparition des Pentium, dont le bus mémoire était très différent de celui des 486, provoqua la disparition des cartes VLB. Très peu de cartes mères Pentium ont en effet été fabriquées avec des slots VLB. Les cartes mères Pentium ont été équipées du bus PCI, qui a rapidement supplanté le standard VESA Local Bus, même sur les cartes 486 fabriquées après la sortie des Pentium.
Nombre de cartes par machine fortement limité.
Pour les raisons évoquées précédemment, les connecteurs VLB étaient directement reliés au bus mémoire du processeur Intel 80486. Cette connexion directe limitait le nombre de connecteurs possibles du fait des capacités électriques du processeur. La majorité des cartes mères avaient un seul ou deux connecteurs, trois constituant la limite maximale, alors que le nombre de connecteurs ISA atteignait souvent 5 ou 6.
Problèmes électriques et mécaniques d'installation.
En raison du parti-pris technique de spécifier un connecteur utilisé en complément du connecteur ISA, le format des cartes était allongé. Cela les rendait difficiles à installer et à retirer, et posait aussi parfois des problèmes de fiabilité (faux contact en queue de carte).
Malgré ces limitations et problèmes, le standard VESA Local Bus a été largement répandu sur les cartes 80486, excepté dans les premiers systèmes 486 sortis avant la publication du standard VLB.